# Can Rull (Alella)
Can Rull és una obra d'Alella (Maresme) protegida com a Bé Cultural d'Interès Local.

## Descripció
Edifici civil. Construcció coberta amb una teulada de dues vessants i el carener perpendicular a la façana. De planta baixa i pis. Destaquen els llindars de les finestres esculpits en pedra, així com les llindes i els brancals de les finestres esculpits en pedra, així com les llindes i els brancals construïts amb carreus de pedra. La resta de la façana està arrebossada de color blanc.

## Història
Sobre la llinda de la porta hi ha una data gravada: 1780. No se sap si correspon a l'any de la construcció o a l'any de la col·locació de la llinda.